# Lijst van beiaarden in Nederland
Op deze lijst van beiaarden in Nederland staan 199 beiaarden, ook wel carillons genoemd, die zich in Nederland bevinden. Ter vergelijking: er bevinden zich 173 beiaarden in de Verenigde Staten. De beiaarden zijn per provincie ingedeeld. Voor zover bekend staat erbij wie de klokken heeft gegoten en wanneer dat is gebeurd.

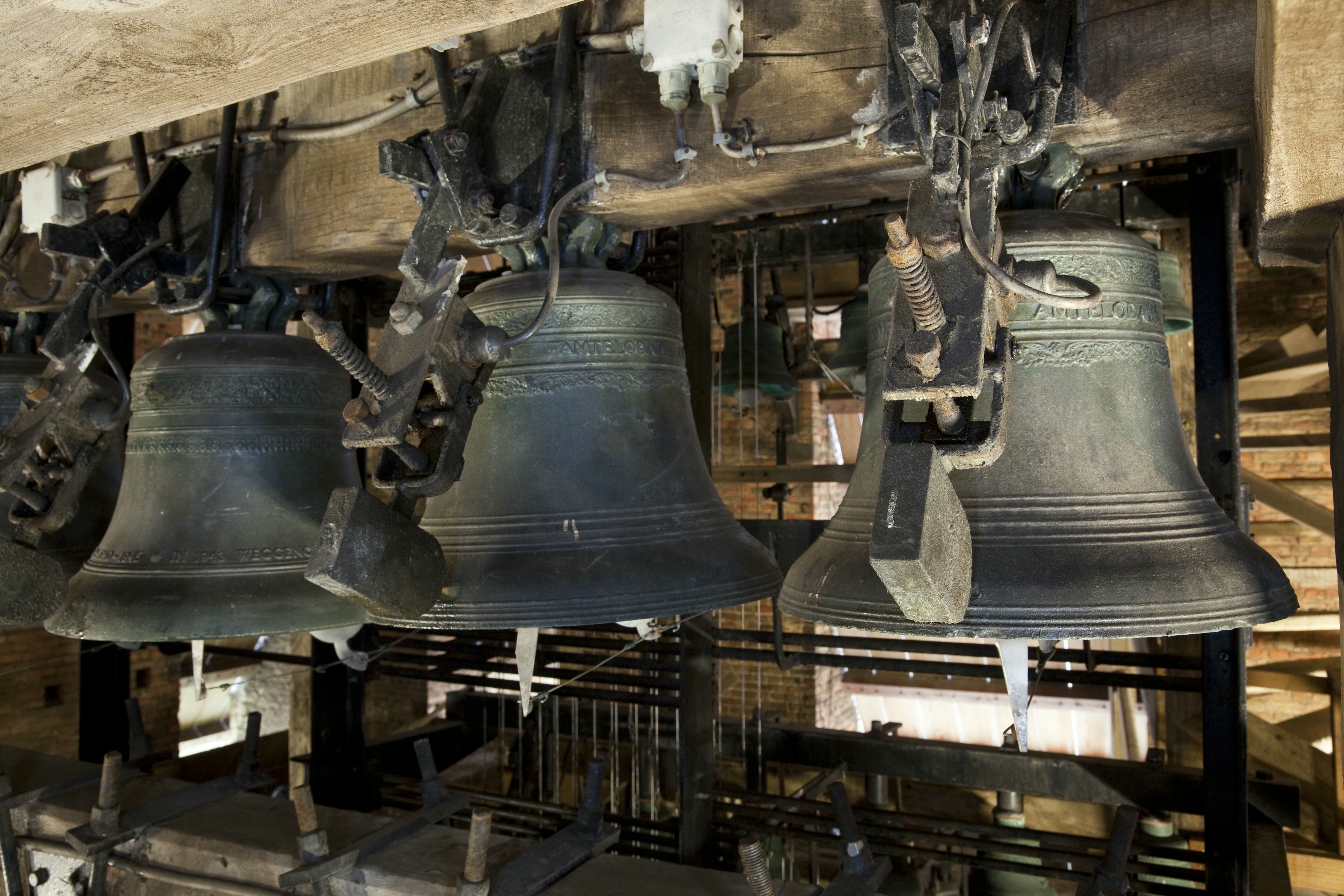
Deel van de beiaard van de Sint-Catharijnetoren te Brielle

## Drenthe
| Gebouw       | Adres                      | Bouwjaar   | Gieter                | Aantal klokken | Beiaardier     | Opmerkingen | Afbeelding |
| ------------ | -------------------------- | ---------- | --------------------- | -------------- | -------------- | --- | ---------- |
| Gemeentehuis | Noordersingel 33, Assen    |            |                       | 43             | Auke de Boer   | |            |
| Raadhuis     | Raadhuisplein 1, Hoogeveen |            |                       | 39             | Jasper Stam    | Gebouw is een rijksmonument |            |
| Grote Kerk   | Hoofdstraat 52, Meppel     | 1949, 1973 | van Bergen, Eijsbouts | 47             | Mannes Hofsink | Kerk is een rijksmonument. In de beschrijving is de beiaard niet opgenomen. Wel wordt een luidklok vermeld, dat is daarmee een rijksmonument. De beiaard mogelijk niet. |            |

## Flevoland
| Gebouw          | Adres        | Bouwjaar  | Gieter    | Aantal klokken | Beiaardier                    | Opmerkingen | Afbeelding |
| --------------- | ------------ | --------- | --------- | -------------- | ----------------------------- | --- | ---------- |
| Goede Redetoren | Almere Haven | 1979      |           | 50             | Gerda Peters en Bauke Reitsma | |            |
| Lichtboogtoren  | Almere Stad  | 1985      |           | 50             | Gerda Peters en Bauke Reitsma | |            |
| Gemeentehuis    | Dronten      |           |           | 27             | Frits Reynaert                | |            |
| Poldertoren     | Emmeloord    | 1958-1959 | Eijsbouts | 48             | Anne Kroeze                   | Alle klokken hebben een inscriptie, de zwaarste klok is genoemd naar koningin Juliana, deze klok wordt tevens gebruikt als luidklok. |            |
| Open Haventoren | Zeewolde     |           |           | 50             | Boudewijn Zwart               | |            |

## Friesland
| Gebouw                   | Adres                         | Bouwjaar                 | Gieter                                                    | Aantal klokken | Beiaardier        | Opmerkingen | Afbeelding |
| ------------------------ | ----------------------------- | ------------------------ | --------------------------------------------------------- | -------------- | ----------------- | --- | ---------- |
| Stadhuistoren            | Jongemastraat 2, Bolsward     | 1955, 1967               | Eijsbouts                                                 | 44             | Klaas de Haan     | Het klokkenspel heeft als randschrift: Tel zorgvuldig de uren welke mijn stem verkondigt: een van die vele zal uw laatste zijn. |            |
| Stadhuis                 | De Zijl 2, Dokkum             | ca. 1834                 |                                                           | 49             | Auke de Boer      | Bij de verbouwing in 1834 is het gebouw van een nieuwe ingang en de klokkenkoepel voorzien. |            |
| Crackstate               | Bij Crackstraat 2, Heerenveen |                          |                                                           | 39             | Klaas de Haan     | De voorzijde is in 1648/1649 gebouwd. |            |
| Hobbe van Baerdt Tsjerke | Joure                         | 1953                     | Petit & Fritsen                                           | 37             | Dirk Donker       | De beiaard is geschonken door Douwe Egberts. In totaal hangen er 39 klokken, waarvan 37 deel uitmaken van de beiaard. |            |
| Stadhuiskoepel           | Leeuwarden                    | 1544 1644 1686 1689 1972 | Johan ter Steghe, Hans Falck, Petrus Overney en Eijsbouts | 39             | Vincent Hensen    | De beiaard werd in 1914 in de achtkantige lantaarn geplaatst. De beiaard telt in totaal 39 klokken, daarvan zijn er 31 gegoten door C. Fremy in 1686, 1 door Ter Steghe in 1544, 100 jaar later 1 door Falck van Neurenberg en 1 door Overney in 1689. |            |
| Martinikerk              | Sneek                         |                          |                                                           | 50             | Bob van der Linde | De beiaard bevindt zich niet in de vrijstaande klokkenstoel naast de kerk maar in de dakkoepel van de kerk. Het klokkenspel is modern en het grootste van Friesland                                                                                    |            |

## Gelderland
| Gebouw                                    | Adres                               | Bouwjaar  | Gieter                                                                             | Aantal klokken | Beiaardier                        | Opmerkingen | Afbeelding |
| ----------------------------------------- | ----------------------------------- | --------- | ---------------------------------------------------------------------------------- | -------------- | --------------------------------- | --- | ---------- |
| Oude Raadhuis                             | Raadhuisplein 8, Apeldoorn          |           |                                                                                    | 52             | Boudewijn Zwart                   | |            |
| Groot Schuylenburg                        | Achisomoglaan, Apeldoorn            |           |                                                                                    | 47             | Martien van der Knijff            | |            |
| Sint-Eusebiustoren                        | Kerkplein 1, Arnhem                 |           |                                                                                    | 53             | Bob van der Linde                 | |            |
| Raadhuistoren                             | Barneveld                           | 1998      | Petit & Fritsen                                                                    | 44             | Boudewijn Zwart                   | Klepels en hamers zijn door smederij Rombout te Buurmalsen gemaakt |            |
| Oude Kerk                                 | Torenplein 1, Barneveld             |           | Gillett en Johnston Petit en Fritsen Van Bergen Eijsbouts                          | 49             | Boudewijn Zwart                   | 17 klokken van de Engelse firma Gillett en Johnston zijn in 1927 geïnstalleerd door Eijsbouts, 1 van Petit & Fritsen (1998), 2 van Van Bergen (1977) en 29 van Eijsbouts |            |
| Raadhuis                                  | Buren                               |           |                                                                                    |                |                                   | Geschonken door de Nutsspaarbank bij haar 140-jarig bestaan in 1984. |            |
| Grote of Sint-Barbarakerk                 | Grote Kerkstraat 4, Culemborg       |           | Hemony Eijsbouts                                                                   | 47             | geen                              | 9 basklokken van gebroeders Hemony waarvan er 4 verkocht zijn en 1 klok is gebarsten Koning Willem III (1889); 2 van de verkochte klokken zijn terug, rest van de klokken van Eijsbouts (1952). De klok uit Hilvarenbeek staat sinds 2010 in de Barbarakerk van Culemborg in afwachting van zijn terugkeer naar de beiaard. |            |
| Nederlandse hervormde kerk                | Markt 2, Dinxperlo                  |           |                                                                                    | 50             | Jan Willem Achterkamp             | |            |
| Martinitoren                              | Kerkstraat 4, Doesburg              |           |                                                                                    | 47             | Frans Haagen                      | |            |
| Sint-Catharinatoren                       | Simonsplein 25, Doetinchem          |           |                                                                                    | 47             | Roel Smit                         | |            |
| Oude Kerk                                 | Grotestraat 58, Ede                 |           |                                                                                    | 51             | Boudewijn Zwart                   | |            |
| Sint-Nicolaastoren                        | Zuiderkerkstraat 1, Elburg          |           |                                                                                    | 47             | Martien van der Knijff            | |            |
| Hervormde kerk                            | Hoofdstraat 76, Epe                 |           |                                                                                    | 30             |                                   | |            |
| Oude Kerk                                 | Mazenhofstraat 4, Garderen          |           | Klokkengieterij Eijsbouts                                                          | 44             | Boudewijn Zwart                   | |            |
| Oude Calixtuskerk                         | Mattelierstraat 5, Groenlo          | 1956 1977 |                                                                                    | 47             | Wim Reussink                      | In 1956 werden er 18 klokken geplaatst, in 1977 werd de beiaard uitgebreid tot 37 klokken. In 2000 kwamen er nog eens 10 klokken bij. |            |
| Grote Kerk                                | Kerkplein 1 , Harderwijk            |           |                                                                                    | 47             | Wim Ruitenbeek                    | |            |
| toren Grote of Andreaskerk                | Markt 2, Hattem                     |           |                                                                                    | 38             | Martien van der Knijf             | |            |
| Onze-Lieve-Vrouwe-ten-Hemelopnemingstoren | Langekerkstraat 10, Huissen         |           |                                                                                    | 48             | Marcel Siebers                    | |            |
| Sint-Gudulatoren                          | Markt 4, Lochem                     |           |                                                                                    | 49             | Jan Geert Heuvelman               | |            |
| Grote Kerk                                | Nijkerk                             |           | Alexius Petit Andreas Josephus van den Gheyn John Taylor & Co Van Bergen Eijsbouts | 51             | Boudewijn Zwart en Wim Ruitenbeek | Beiaard van 35 klokken besteld in 1775 bij Alexius Petit, resultaat zeer slecht. 3 klokken bijgestemd, overige klokken opnieuw gegoten door Andreas Josephus van den Gheyn. Beiaard bestaat nu uit: 3 klokken van Alexius Petit (1775), 34 klokken van Andreas Josephus van den Gheyn (1777), 1 klok van John Taylor & Co (1927, ter vervanging), 5 klokken van Van Bergen, 18 klokken van Eijsbouts (1960, 1961, 1972, 1986, 1995, 1999, deels ter vervanging) |            |
| Stevenskerk                               | St. Stevenskerkhof 64, Nijmegen     |           |                                                                                    |                | Malgosia Fiebig                   | |            |
| Raadhuistoren                             | Generaal Urquhartlaan 4, Oosterbeek | 1966      |                                                                                    | 37             |                                   | In de voet van de toren is een monument voor de burgerslachtoffers van de Tweede Wereldoorlog geplaatst. |            |
| St. Maartenstoren                         | Kerkplein 4, Tiel                   | 1964      |                                                                                    | 47             | Wim Ruitenbeek                    | |            |
| Grote Kerk                                | Markt 1, Wageningen                 |           |                                                                                    | 50             | Boudewijn Zwart                   | |            |
| Jacobstoren                               | Winterswijk                         |           |                                                                                    | 48             | Wim Ruessink                      | |            |
| Gasthuistoren                             | Zaltbommel                          |           | Gebroeders Hemony J.A. de Grave                                                    | 35             | Ru Stolk                          | 15 klokken zijn van de hand van de gebroeders Hemony in 1654. Twee klokken zijn van J.A. de Grave en stammen uit 1721. |            |
| Wijnhuistoren                             | Zutphen                             |           |                                                                                    |                | Frans Haagen                      | |            |

## Groningen
| Gebouw                | Adres                          | Bouwjaar     | Gieter                              | Aantal klokken | Beiaardier                        | Opmerkingen | Afbeelding |
| --------------------- | ------------------------------ | ------------ | ----------------------------------- | -------------- | --------------------------------- | --- | ---------- |
| Nicolaïtoren          | Appingedam                     | 1911         | John Taylor                         | 51             | Adolph Rots                       | In 1620 werd er een carillon van elf klokken gehangen, in 1911 werd deze vervangen door 25 klokken. In 1979, 1991 en 2000 werd de beiaard uitgebreid. |            |
| Martinitoren          | Groningen                      | 1662/63 1984 | Pieter en François Hemony Eijsbouts | 49             | Maurits Bunt en Bob van der Linde | Van de originele 34 klokken van de gebroeders Hemony zijn er nog een stuk of 30 over. De beiaard is in 1984 en ook later nog uitgebreid tot 49 klokken. |            |
| Academietoren         | Broerstraat 5, Groningen       | 1996         | Eijsbouts                           | 25             | Bob van der Linde                 | De beiaard bevindt zich in een open, dubbele lantaarn. Hij wordt elk half uur automatisch bespeeld middels hamers aan de buitenzijden van de klokken. Ook kan hij handmatig door De Boer worden bespeeld middels de klepels aan de binnenzijden van de klokken.                                                           |            |
| Klokkengieterijmuseum | Provincialeweg 46, Heiligerlee | jaren 60     | Klokkengieterij Van Bergen          | 49             |                                   | Op de klokken staan toenmalige ministers, de initiatiefnemer, zijn vrouw en koningin Wilhelmina afgebeeld. |            |
| Sint-Hippolytustoren  | Middelstum                     | 1662 1949    | François Hemony, Eijsbouts          | 30             | Henk Veldman                      | De originele beiaard is door François Hemony. Deze bestond uit 23 klokken en werd in 1949 met 7 klokken uitgebreid. De beiaard is een van de best bewaarde beiaarden van François Hemony. De beiaard werd pas in de 19e eeuw van een speeltrommel voorzien, tot die tijd werd hij volledig handmatig bespeeld.            |            |
| Hervormde kerk        | Veendam                        | 1958 2008    | Van Bergen, Petit en Fritsen        | 41 49          | Vincent Hensen                    | Het vorige orgel is in 1958 geplaatst ter herinnering aan het 300-jarig bestaan van de plaats Veendam. Het nieuwe carillon is op 18 april 2008 opnieuw in gebruik genomen. |            |
| Olle Witte            | Winschoten                     |              |                                     | 49             | Vincent Hensen                    | Tot en met 2013 was Adolph Rots de beiaardier in dienst van de gemeente Oldambt, in 2014 werd hij betaald door donateurs. Na 2014 was er geen geld meer om Rots te betalen. In 2014 heeft Rots nog eenmaal een concert gegeven ter herinnering aan een overleden donateur. In de toren is ook een minicarillon geplaatst. |            |

## Limburg
| Gebouw                         | Adres                | Bouwjaar       | Gieter                                               | Aantal klokken | Beiaardier            | Opmerkingen | Afbeelding |
| ------------------------------ | -------------------- | -------------- | ---------------------------------------------------- | -------------- | --------------------- | --- | ---------- |
| Bestuurscentrum (gemeentehuis) | Lindeplein, Brunssum | 1973           | Petit en Fritsen                                     | 38             |                       | Het klokkenspel is in een opengewerkte kubus, staande op een van de hoekpunten, geplaatst. Onder de kubus een glazen ruimte voor de beiaardier. |            |
| Bakkerij van Eeghem            | Kerkstraat, Brunssum | 1980           |                                                      | 23             |                       | Beiaard is aan een winkelpand gevestigd. |            |
| Sint-Pancratiustoren           | Heerlen              | 1964           | Klokkengieterij Eijsbouts                            | 49             | Frank Steijns         | De eerste beiaard werd in 1920 geplaatst, deze klokken zijn gegoten door Petit & Edelbrock uit Gescher. In 1942 werden deze klokken in beslag genomen door de bezetter. In 1949 werden drie nieuwe klokjes, eveneens van Petit en Edelbrock, geplaatst die samen met de kleinste luidklok een voorslag vormden. In 1964 werd een volledig nieuw beiaard geïnstalleerd, op de zwaarste klok staan de namen van de toenmalige kerkelijke- en wereldlijke leiders. |            |
| Sint-Servaasbasiliek           | Maastricht           | 1767 1983      | Andreas van der Gheijn; Klokkengieterij Eijsbouts    | 59             | geen vaste beiaardier | Van de veertig door Van der Gheijn gegoten klokken zijn er enkele bewaard gebleven na de brand van 1955 in de middentoren van het westwerk. Na de restauratie zijn er een aantal teruggehangen en aangevuld met nieuwe klokken van Eijsbouts. |            |
| Stadhuis van Maastricht        | Maastricht           | 1668           | Pieter en François Hemony; Eijsbouts; Van der Gheijn | 43             | Frank Steijns         | 17 klokken zijn van Pieter en François Hemony, 11 klokken van Van der Gheijn komen uit de Sint-Servaaskerk. De overige 15 klokken zijn nieuw door Eijsbouts gegoten. In 1996 werd het instrument uitgebreid met 6 extra klokken. |            |
| Stadhuis van Roermond          | Roermond             | 1982           | Koninklijke Eijsbouts                                | 49             | Rosemarie Seuntiëns   | Het klokkenspel is geplaatst wegens het 750-jarig bestaan van Roermond. De 49 klokken zijn in 1982 geplaatst, in de jaren 90 volgden de poppen boven het carillon. Deze poppen draaien rond het middaguur rond de toren. Een aantal poppen stellen onder andere Pierre Cuypers (de architect/bouwmeester), Vulcanus (de smid) en Maria Theresia symboliseert de vorstin.                                                                                        |            |
| Sint Petruskerk                | Sittard              | 1988           | Koninklijke Eijsbouts                                | 50             | Automatisch           | Dit uit 50 klokken bestaande carillon bevindt zich in de 83 meter hoge toren van de Sittardse Petruskerk. Deken Janssen kreeg het instrument in 1988 als afscheidscadeau. Zes luidklokken uit 1949 spelen mee in het door Eijsbouts gebouwde carillon. |            |
| Sint-Martinustoren             | Venlo                | 1952 1959 1999 | Petit & Fritsen                                      | 53             | Marcel Siebers        | Van origine bestond de beiaard uit 48 klokken. Van de huidige 53 klokken zijn er 4 luidklokken die ook meespelen. |            |
| Sint-Petrus' Bandentoren       | Venray               | 1961 1996      | Eijsbouts                                            | 50             | Rosemarie Seuntiëns   | Op drie klokken na is de complete beiaard bij Eijsbouts gegoten. De drie klokken die niet bij Eijsbouts zijn gegoten hebben eerder dienstgedaan als luidklokken. De drie luidklokken zijn in 1961 gegoten, de rest van de beiaard in 1996. |            |
| Sint-Martinustoren             | Weert                | 1960 1992      |                                                      | 49             | Frank Steijns         | Bij plaatsing bestond de beiaard uit 39 klokken die betaald zijn door de bevolking en het bedrijfsleven van Weert. Het carillon kan zowel automatisch als handmatig bespeeld worden. In 1992 werd het carillon uitgebreid met vier klokken. |            |

## Noord-Brabant
| Gebouw                               | Adres               | Bouwjaar                 | Gieter                                      | Aantal klokken | Beiaardier               | Opmerkingen | Afbeelding |
| ------------------------------------ | ------------------- | ------------------------ | ------------------------------------------- | -------------- | ------------------------ | --- | ---------- |
| Klokkengieterij Petit & Fritsen      | Aarle-Rixtel        |                          | Petit & Fritsen                             | 47             |                          | |            |
| Heilige Maria Presentatiekerk        | Asten               |                          | Eijsbouts                                   | 56             | Rosemarie Seuntiëns      | Een van de klokken stamt uit 1447 en is gegoten door de plaatselijke gieter Jan die Smet (ook bekend als Jan van der Diesdunc). |            |
| Museum Klok & Peel                   | Asten               | 25                       | Eijsbouts                                   |                |                          | |            |
| Peperbus (toren Sint-Gertrudiskerk)  | Bergen op Zoom      | 1950 1955                | Koninklijke Eijsbouts                       | 48             | Janno den Engelsman      | Voor 1747 had de kerk al een beiaard, deze werd door de Fransen vernield. In 1938 werd door toenmalig prinses Juliana een nieuw beiaard onthuld, dit werd door de Duitsers vernield. In 1950 werd weer een nieuwe beiaard geplaatst, dit werd in 1955 uitgebreid met vier nieuwe klokken. |            |
| Gemeentehuis                         | Boxmeer             | 1960                     |                                             | 37             |                          | Carillon is in 1960 in het toenmalig raadhuis geplaatst. In 2010 is het verplaatst naar het huidige gemeentehuis. |            |
| Sint-Petrustoren                     | Boxtel              | 1968                     | Petit & Fritsen                             | 48             | Tommy van Doorn          | In juli 2012 is de bliksem ingeslagen in de toren, waardoor de beiaard beschadigd is geraakt. Het gerestaureerde instrument is in juni 2017 weer in gebruik genomen. |            |
| Heuvelbrinkcarillon                  | Breda               |                          |                                             | 23             | Paul Maassen             | |            |
| Onze-Lieve-Vrouwetoren               | Breda               | 1723 1929 1955           | Willem Witlockx Gillet & Johnston Eijsbouts | 49             | Paul Maassen             | In 1511 is er sprake van een klein carillon van zes klokken bekend die voor het uurslag spelen. Dit spel is uitgebreid naar 18 klokken en werd ingeruild voor 25 klokken. Dit spel, dat nog eens met vijf klokken werd uitgebreid, is in 1694 door een brand verloren gegaan. In 1723 werd er een nieuw klokkenspel geplaatst. In 1929 werden door Gillet & Johnston nieuwe klokken geleverd. Na de Tweede Wereldoorlog kwamen er 17 klokken terug. In 1955 werden deze klokken door Eijsbouts aangevuld met 42 nieuwe klokken. |            |
| Martinustoren                        | Kerkstraat 8, Cuijk | 1951 1955 1956 1957 2006 | Petit & Fritsen                             | 51             | Marcel Siebers           | Het carillon hing oorspronkelijk bij het raadhuis van Cuijk. Het is in 2005 overgeplaatst naar de zuidelijke toren van de kerk. |            |
| Klokkenstoel Lips N.V.               | Drunen              |                          |                                             | 47             |                          | |            |
| Sint-Lambertustoren                  | Drunen              | 1954 en 1955             | Eijsbouts-Lips                              | 47             | Joost van Balkom         | Drie van de 47 klokken worden ook gebruikt als luidklokken. Het klokkenspel en de toren zijn geschonken door scheepsschroevenfabrikant Lips. |            |
| Sint-Catharinakerk                   | Eindhoven           | 1966                     | Eijsbouts                                   | 61             | Rosemarie Seuntiëns      | De beiaard is een van de grotere beiaarden van Nederland. Dit klokkenspel hing vroeger in een toren bij het Evoluon. |            |
| Stadhuis                             | Eindhoven           |                          |                                             | 49             | Rosemarie Seuntiëns      | |            |
| van Goghkerk                         | Etten-Leur          | 1965                     | Eijsbouts                                   | 49             | Jan-Sjoerd van der Vaart | In 2006 is het carillon met 11 klokken uitgebreid naar 49 klokken. |            |
| Sint-Brigidakerk                     | Geldrop             |                          |                                             | 47             | Tommy van Doorn          | |            |
| Sint-Martinustoren                   | Halsteren           |                          |                                             | 47             |                          | |            |
| Klokkenstoel Kerkplein               | Helenaveen          |                          |                                             | 23             |                          | |            |
| Sint-Lambertustoren                  | Helmond             | 1723/24 1953/54          | Alexius Jullien                             | 48 klokken     | Rosemarie Seuntiëns      | Het klokkenspel komt uit de toren van de abdij van Postel, de klokken zijn tijdens de Franse bezetting verborgen door de kloosterlingen en later verkocht aan de gemeente Helmond. |            |
| Sint-Leonarduskerk                   | Helmond             | 1977                     | Eijsbouts                                   |                | Computergestuurd         | Het gebouw is een rijksmonument, de beiaard is een gemeentelijk monument. |            |
| Sint-Janskathedraal                  | 's-Hertogenbosch    |                          |                                             | 69             | Joost van Balkom         | waarvan 57 carillonklokken (7 daarvan doen ook dienst als luidklok), 3 luidklokken en 9 voorslagklokken (1 daarvan doet ook dienst als luidklok). |            |
| Stadhuis                             | 's-Hertogenbosch    |                          |                                             | 35             | Joost van Balkom         | 15 van Hemony (1649), 20 van Eijsbouts na 1945, ook 1 uurslagklok uit 1372. |            |
| Stadhuistoren                        | Heusden             |                          |                                             | 48             |                          | |            |
| Sint-Petrus-Bandentoren              | Hilvarenbeek        |                          |                                             | 50             | Gideon Bodden            | |            |
| Sint-Petrus-Bandentoren              | Oirschot            |                          |                                             | 50             | Rosemarie Seuntiëns      | |            |
| Sint-Jansbasiliek                    | Oosterhout          |                          |                                             | 49             | Pieter Maassen           | |            |
| Sint-Janstoren                       | Roosendaal          |                          |                                             | 48             |                          | |            |
| Sint-Lambertuskerk                   | Rosmalen            |                          |                                             | 18             |                          | |            |
| Sint-Servatiustoren                  | Schijndel           |                          |                                             | 49             | Tommy van Doorn          | |            |
| Toren van de Sint-Petrus' Bandenkerk | Son                 |                          |                                             | 50             | Tommy van Doorn          | opengesteld voor bezichtiging en bespeling op Koninginnedag |            |
| Heikesetoren                         | Tilburg             | 1966                     | Eijsbouts                                   | 50             | Carl Van Eyndhoven       | Carillon is in meerdere jaren gemaakt. De kleinste klok is uit 1628 en is in Mechelen gemaakt door Jan Cauthals. In 1950 zijn twee luidklokken in de toren geplaatst, de rest van het klokkenspel volgde in 1966. Na de installatie van de beiaard bestond het uit 47 klokken, die later met drie extra klokken is uitgebreid. |            |
| De wasknijper                        | Tilburg             | 1965                     |                                             | 12             | Automaat                 | Oorlogsmonument ter herinnering aan alle burgerslachtoffers van de Tweede Wereldoorlog. De beiaard speelt elk kwartier. |            |
| Sint-Nicolaastoren                   | Valkenswaard        | 1959                     | Eijsbouts                                   | 51             | Tommy van Doorn          | Het carillon is een schenking van het echtpaar Frans van Best en Etty van Best-Wiegersma. Het carillon is in 2011 uitgebreid met zes klokken. De klokken werden op 12 december 2011 teruggeplaatst, nog tijdens de renovatie van de toren. |            |
| Sint-Lambertustoren                  | Vught               | Jaren 1950               |                                             | 47             | Peter Bremer             | De beiaard is in de jaren 50 van de twintigste eeuw geplaatst, na het herstellen van de toren wegens oorlogsschade. In eerste instantie had het carillon 35 klokken, dit werd uitgebreid naar de huidige 47. |            |
| Sint-Willibrordustoren               | Waalre              | 1950                     |                                             | 37             | Tommy van Doorn          | De beiaard is in 2007 uitgebreid met twee extra klokken. Het klokkenspel kan zowel automatisch als met de hand bespeeld worden. |            |
| Hervormde Kerk                       | Zevenbergen         | 1961                     | Eijsbouts                                   | 18             | Automatisch              | Bij de wederopbouw van de kerktoren in 1961 is een klokkenspel van achttien klokken in de lantaarn opgehangen. De luidklok uit 1450 maakt hier geen deel van uit. Er zijn plannen om het carillon met de hand bespeelbaar te maken en het aantal klokken uit te breiden. |            |

## Noord-Holland
| Gebouw                                    | Adres                                                               | Bouwjaar                 | Gieter                                              | Aantal klokken              | Beiaardier                                              | Opmerkingen | Afbeelding |
| ----------------------------------------- | ------------------------------------------------------------------- | ------------------------ | --------------------------------------------------- | --------------------------- | ------------------------------------------------------- | --- | ---------- |
| Grote of Sint-Laurenskerk                 | Koorstraat 2, Alkmaar                                               | 1689, 1963 en 2015       | Melchior de Haze Eijsbouts                          | 37 (21 nieuw, 16 origineel) | Christiaan Winter                                       | Rijksmonument; in 2015 is het carillon gerestaureerd en uitgebreid met twee klokken. |            |
| Waag                                      | Waagplein, Alkmaar                                                  | 1688 en 1967             | Eijsbouts                                           | 47 (38 nieuw, 9 origineel)  | Christiaan Winter                                       | Rijksmonument |            |
| Westertoren                               | Prinsengracht 279, Amsterdam                                        | 1658, 1699, 1959 en 1991 | Gebroeders Hemony en Eijsbouts                      | 51 (38 nieuw, 9 origineel)  | Boudewijn Zwart                                         | Rijksmonument; in 2006 is het carillon gerestaureerd en uitgebreid tot 51 klokken. |            |
| Oude Kerk                                 | Oudekerksplein, Amsterdam                                           | 1658, 1699 en 1965       | Gebroeders Hemony en Eijsbouts                      | 47 (33 nieuw, 14 origineel) | Gideon Bodden op zaterdag en Boudewijn Zwart op dinsdag | Rijksmonument; zwaarste beiaard van deze gieter; in 1965 is het carillon gerestaureerd en uitgebreid met twaalf klokken.                                                                                               |            |
| Zuidertoren                               | Zandstraat 17, Amsterdam                                            | 1656, 1659 en 1995       | François Hemony                                     | 32                          | Gideon Bodden en Boudewijn Zwart                        | Rijksmonument, grootste deel is nog van Hemony, 3 klokken zijn uit 1659 en enkele kleine klokken uit 1995 van de hand van Eijsbouts.                                                                                   |            |
| Paleis op de Dam                          | Nieuwezijds Voorburgwal 147, Amsterdam                              | 1664 en 1965             | François Hemony en Eijsbouts                        | 47                          | o.a. Frits Reynaert                                     | Rijksmonument, 9 stammen uit 1664 en de overige 38 uit 1965. |            |
| Munt- of Regulierstoren                   | Muntplein, Amsterdam                                                | 1651 / 1655 / 1668       | Hemony                                              | 38                          | Gideon Bodden                                           | Rijksmonument; het carillion is in 1992/'93 uitgebreid tot drie octaven. |            |
| Vrijheidscarillon                         | Plein '40-'45, Amsterdam                                            | 1961                     | Klokkengieterij van Bergen                          | 31                          | Klaas de Haan                                           | Tussen 1955 en 1960 hing het op de Dam; in 1995 uitgebreid met 8 klokken. |            |
| Flatgebouw Klokkenhof                     | Surinameplein 53-59, Amsterdam                                      | 1962                     | Eijsbouts                                           | 28                          | –                                                       | Niet meer in gebruik (op de afbeelding rechtsboven) |            |
| Vrije Universiteit                        | De Boelelaan 1105, bovenaan de gevel van het hoofdgebouw, Amsterdam | 1972                     | Eijsbouts                                           | 37                          | Henk Verhoef                                            | (op de afbeelding rechtsboven) |            |
| Carillon Liendenhoef                      | Nellestein, park op kruising Gaasperdammerpad en Nellesteinpad      | 1989                     | Eijsbouts                                           |                             |                                                         | [ 30 ] |            |
| Haarlbergpark                             | Kantorenpark Haarlbergpark, Amsterdam Zuidoost                      | Omstreeks 2003           |                                                     |                             |                                                         | |            |
| Ruïnekerk                                 | Raadhuisstraat 1, Bergen (Noord-Holland)                            | 1970                     | Petit & Fritsen                                     | 27                          |                                                         | Het klokkenspel telt 27 klokken, waarvan er 26 bespeelbaar zijn. Op de klokken staan de namen van Bergense oorlogsslachtoffers                                                                                         |            |
| Sint-Agathakerk                           | Breestraat 93, Beverwijk                                            | 1958                     | Eijsbouts                                           | 49                          | Gerda Peters                                            | De kerk is een rijksmonument, het carillon is expliciet niet beschermd |            |
| Raadhuistoren                             | Brinklaan, Bussum                                                   | 1973                     | Petit & Fritsen                                     | 47                          | Levina Pors                                             | Toren is bekleed met natuursteen |            |
| Hervormde Kerk                            | De Rijp                                                             | 2019                     | klokkengieterij Reiderland                          | 43                          | Christiaan Winter                                       | |            |
| Nationaal Monument voor het Reddingswezen | Helden der Zeeplein, Den Helder                                     | 1935                     | klokkengieterij van Bergen                          | 49                          | Co Groenewoud                                           | Ontworpen door Piet Kramer, het beeldhouwwerk is van de hand van Th. Vos. Het monument en het plantsoen zijn rijksmonument                                                                                             |            |
| Gemeentehuis Diemen                       | Diemen                                                              |                          |                                                     |                             |                                                         | Op het gemeentehuis staat een Beiaard met 12 klokken, voor het gemeentehuis staat een klokkentoren met 1 klok als oorlogsmonument                                                                                      |            |
| Speeltoren                                | Lingerzijde 1, Edam                                                 | verschillende data       | o.a. Peter II van den Ghein, Petit & Fritsen        | 36                          | Frits Reynaert                                          | Vier klokken zijn samen met de toren en het trommelspeelwerk beschermd. Deze vier zijn gegoten door Van den Ghein. De overige klokken zijn afkomstig uit de Grote Kerk of later gegoten door Tayler uit Loughsborough. |            |
| Zuidertoren                               | Zuiderkerksteeg 3, Enkhuizen                                        | 1648 en later            | Pieter en François Hemony en vele andere gieters    | 52                          | Frits Reynaert                                          | Het carillon speelt sinds 1524 elk kwartier. Enkele klokken uit het originele carillon zijn verplaatst naar dat van de Drommedaris.                                                                                    |            |
| Drommedaris                               | Paktuinen 1, Enkhuizen                                              | 1659 en later            | Pieter Hemony, van Bergen, Geert van Wou, Eijsbouts | 39                          | Frits Reynaert                                          | Meermaals uitgebreid, waaronder in 1677 en 1951 |            |
| Klokkentoren                              | Koperwiekplein, Enkhuizen                                           | 1977 en 2002             | Eijsbouts                                           | 18                          |                                                         | De beiaard staat naast het winkelcentrum Koperwiek. In 2002 werd het aantal klokken verdubbeld van 9 naar 18. In 2007 is de toren uit 1977 vervangen door een nieuwe toren.                                            |            |
| Grote of Sint-Bavokerk                    | Oude Groenmarkt 23, Haarlem                                         | 1661-1662                | Hemony en Eijsbouts                                 | 47                          | Rien Donkersloot                                        | 10 klokken uit de beiaard zijn van de hand van de gebroeders Hemony |            |
| Bakenessertoren                           | Vrouwestraat 12, Haarlem                                            | Oorspronkelijk 1663      | Gebroeders Hemony                                   | 26                          | Rien Donkersloot                                        | Oorspronkelijke beiaard is uit 1663, bij restauratie tussen 1969 en 1972 werd een andere beiaard van de gebroeders Hemony geplaatst.                                                                                   |            |
| Raadhuistoren                             | Dudokpark 1, Hilversum                                              | 1958                     | Eijsbouts                                           | 48                          | Wim Ruitenbeek                                          | Het carillon heeft een bereik van 4 octaven; het gebouw is ontworpen door Willem Dudok. |            |
| Grote Kerk                                | Kerkplein, Hoorn                                                    |                          | van Bergen en Eijsbouts                             | 52                          | Frits Reynaert                                          | |            |
| Stadhuis                                  | Nieuwe Steen 1, Hoorn                                               |                          |                                                     | 18                          |                                                         | De luidklok heet Dolle Willem en op het carillon staat de spreuk Tempus loquendi tempus tacendi (Er is een tijd van spreken en er is een tijd van zwijgen)                                                             |            |
| Johanneskerk                              | Naarderstraat 5, Laren                                              |                          |                                                     | 48                          | Klaas de Haan                                           | |            |
| Speeltoren                                | Noordeinde 2, Monnickendam                                          | 1595-1597                | Peter II van den Ghein                              | 15                          | Henk Verhoef                                            | In 1935 is een optreden door Paul Christiaan van Westeringen opgenomen op 78-toeren langspeelplaat. |            |
| Sint-Laurenstoren                         | Kerkstraat, Weesp                                                   | 1671                     | Pieter Hemony en Eijsbouts                          | 38                          | Bauke Reitsma                                           | 13 van de 38 klokken zijn beschermd, de overige 25 klokken zijn modern |            |
| Stadhuistoren                             | Dudokplein, Velsen                                                  |                          | Eijsbouts                                           | 49                          | Wim Ruitenbeek                                          | Stadhuis is ontworpen door Dudok, de toren is 50 meter hoog. |            |

## Overijssel
| Gebouw                             | Adres     | Bouwjaar                                      | Gieter                       | Aantal klokken | Beiaardier                    | Opmerkingen | Afbeelding |
| ---------------------------------- | --------- | --------------------------------------------- | ---------------------------- | -------------- | ----------------------------- | --- | ---------- |
| Gregoriustoren                     | Almelo    | 20e eeuw                                      | Petit & Fritsen en Eijsbouts | 48             | Frans Haagen                  | De eerste beiaard bestond uit 26 klokken van Petit & Fritsen (1950), in een onbekend jaartal volgden er nog 8, in 1980 werden er 13 van Eijsbouts toegevoegd en in 2000 nog een. |            |
| Toren van de Dorpskerk             | Bathmen   | 2008                                          |                              | 28             | Bauke Reitsma                 | |            |
| Sint-Lebuïnustoren                 | Deventer  | 1647                                          | 2009 gerestaureerd           | 53             | Bauke Reitsma                 | |            |
| Grote kerk (Oude Markt)            | Enschede  | toren: 13e eeuw, carillon: 1950-51 en 1980-82 | Van Bergen & Eijsbouts       | 49             | Esther Schopman               | |            |
| Toren van Technische Universiteit  | Enschede  | 1964                                          | Eijsbouts                    | 49             | Studenten van de universiteit | |            |
| Sint-Stephanustoren                | Hasselt   | 1949 1973                                     | Petit & Fritsen Eijsbouts    | 42             | Martien van der Knijff        | De oudste van de klokken is van Petit & Fritsen, de overige 41 zijn in 1973 door Eijsbouts gegoten |            |
| Gemeentehuis                       | Hengelo   | 1964 2011                                     |                              | 47 59          | Roel Smit                     | De beiaard is in 2011 uitgebreid van 47 naar de huidige 59 klokken |            |
| Nieuwe Toren                       | Kampen    | Meerdere jaartallen                           | Meerdere gieters             | 48             | Frans Haagen                  | 4 klokken van Geert van Wou (1481/83), 1 van Kylianus Wegewaert (1627), 29 klokken (1659-62) en de speeltrommel (1661) van François Hemony, overige klokken Eijsbouts (1993 en 2011). In 2011 werd de beiaard opnieuw ingericht |            |
| Gemeentehuis                       | Nijverdal |                                               |                              | 30             |                               | |            |
| Plechelmustoren                    | Oldenzaal |                                               |                              | 49             | Hylke Banning                 | In 1930 werd een beiaard bestaande uit 42 klokken van de Engelse gieters Gillett & Johnston uit Croydon (1929) door Eijsbouts geplaatst. Eijsbouts goot in 1949 nog 3 basklokken. Toen werd ook de Maria-klok van Geert van Wou in de beiaard opgenomen. In 1965 voegde Eijsbouts nog twee discantklokjes toe. Beiaardier sinds 1992 is Hylke Banning. Voorgangers van Banning waren Toon Borghuis (1890-1971) en diens zoon Karel Borghuis (1927-1992). In opdracht van de stichting Scholtenhaer goot klokkengieter Abel Portilla op 20 december 2020 in San Bartolomé de Vierna de nieuwe Plechelmusklok. ( nr 49) Begin januari 2021 werd de klok uitgegraven en op 18 januari uit de gietkuil getakeld, van mantel en kern bevrijd, naar de werkplaats van Hermanos Portilla in Gajano vervoerd, van giettappen ontdaan en gereinigd. |            |
| Basiliek van de H. Kruisverheffing | Raalte    |                                               |                              | 37             | Henk Veldman                  | 35 Petit & Fritsen, 2 -Eijsbouts |            |
| Grote- of Schildkerk               | Rijssen   | 1973 1998                                     |                              | 50             | Jan-Geert Heuvelman           | In 1973 werd een beiaard geplaatst van 25 klokken. In het 25e jubileumjaar 1998, werd onder leiding van oud-burgemeester G.J. Smit de beiaard uitgebreid naar 50 klokken. |            |
| Onze Lieve Vrouwe basiliek         | Zwolle    |                                               | John Taylor & Co             | 51             | Roy Kroezen                   | In de volksmond wordt de toren ook wel de Peperbus genoemd. |            |

## Utrecht
| Gebouw                                | Adres                                         | Bouwjaar         | Gieter                           | Aantal klokken | Beiaardier                            | Opmerkingen | Afbeelding |
| ------------------------------------- | --------------------------------------------- | ---------------- | -------------------------------- | -------------- | ------------------------------------- | --- | ---------- |
| Onze Lieve Vrouwetoren                | Amersfoort                                    | 1659 - 1664 1997 | Hemony Eijsbouts                 | 35 58          |                                       | Twee carillons. Het oudste is in de jaren 1659 tot 1664 gegoten door de gebroeders Hemony en telt 35 klokken; het nieuwe heeft 58 klokken en is in 1997 vervaardigd door Eijsbouts. Foto toont de nieuwe klokken voordat zij geïnstalleerd worden.                           |            |
| Belgenmonument                        | Amersfoort                                    | 1958 1996        | Eijsbouts                        | 48             |                                       | Oefenbeiaard van de Nederlandse beiaardschool. In 1967 is de beiaard van 42 klokken in de middelste zuil geplaatst, in 1995 zijn er 6 klokken aan toegevoegd. |            |
| Pauluskerk                            | Baarn                                         |                  |                                  | 44             | Bauke Reitsma                         | |            |
| Oude Nederlands-hervormde kerk        | IJsselstein                                   |                  |                                  | 50             | Boudewijn Zwart                       | |            |
| Sint-Hippolytustoren                  | Kamerik                                       |                  |                                  | 35             |                                       | |            |
| Heilig Hartkerk                       | Maarssen                                      |                  |                                  | 40             |                                       | |            |
| Parkbeiaard                           | Noordstedeweg (hoek Sluyterslaan), Nieuwegein | 1985             | Eijsbouts                        | 47             | Dick van Dijk en Mathieu Daniël Polak | Beiaard wordt elke vrijdag bespeeld en de grootste klok wordt door een computer bediend om de uurslag aan te geven. |            |
| Sint-Michaëlstoren                    | Oudewater                                     |                  |                                  | 51             | Gildas Delaporte                      | |            |
| Cuneratoren                           | Rhenen                                        | 1550 1954 1958   | Jan Tolhuis Eijsbouts van Bergen | 1 2 44         |                                       | 2e en 4e zaterdag 14.30 - 15.30 donderdagochtenden 11.30 - 12.30 |            |
| Beiaardtoren                          | Spakenburg                                    |                  |                                  | 47             | Mathieu Daniël Polak en André Kukolja | Elke week worden er concerten op de beiaard gehouden. Het carillon is in 1985 geplaatst. |            |
| Kasteel de Haar                       | Haarzuilens                                   | 1971-2019        | Eijsbouts                        | 26             | geen                                  | De basis voor dit kleine carillon is het automatisch speelwerk dat tot 2009 in het centrum van Vleuten hing. Deze klokken zijn verwijderd toen de beiaard in de Willibrordustoren kwam. In 2019 is het spel uitgebreid tot 26 klokken en op 16 juni 2019 in gebruik genomen. |            |
| Domtoren                              | Utrecht                                       |                  | Hemony                           | 50             | Małgosia Fiebig                       | Van de 50 klokken zijn er 34 door de gebroeders Hemony gegoten |            |
| Domtoren                              | Utrecht                                       |                  |                                  | 20             |                                       | 'Kindercarillon' 12 van de klokken zijn van de hand van John Taylor (afkomstig uit de beiaard van de Nicolaïkerk) en 8 van Eijsbouts |            |
| Nicolaïkerk                           | Utrecht                                       |                  |                                  | 43             | Małgosia Fiebig                       | 23 van de 43 klokken zijn gegoten door de gebroeders Hemony |            |
| Gerardus Majellakerk                  | Utrecht                                       |                  |                                  | 35             | geen                                  | Petit & Fritsen 1955 |            |
| Nederlands-hervormde kerk             | Vianen                                        |                  |                                  | 42             | Sjoerd van Geuns                      | |            |
| Oude Willibrordtoren (Torenpleinkerk) | Vleuten                                       |                  | Petit & Fritsen                  | 52             | Małgosia Fiebig                       | |            |
| Sint-Petrustoren                      | Woerden                                       |                  |                                  | 47             | Henk Verhoef                          | |            |
| Raadhuis                              | Zeist                                         |                  |                                  | 35             | Andre Kokolja                         | |            |

## Zeeland
| Gebouw                       | Adres               | Bouwjaar | Gieter                             | Aantal klokken | Beiaardier          | Opmerkingen | Afbeelding |
| ---------------------------- | ------------------- | -------- | ---------------------------------- | -------------- | ------------------- | --- | ---------- |
| Stadhuistoren                | Axel                |          |                                    | 35             | Piet Hammelink      | |            |
| Maria Magdalenakerk          | Goes                |          | Alexius Petit Van Bergen Eijsbouts | 47             | Rien Donkersloot    | De zwaarste twee klokken zijn gemaakt door Petit, deze stammen nog uit 1762. Twee zijn er van Van Bergen en de rest is door Eijsbouts gegoten. |            |
| Carillon 's-Heer Arendskerke | 's-Heer Arendskerke |          |                                    | 14             |                     | |            |
| Sint-Willibrordusbasiliek    | Hulst               | 1958     | Petit & Fritsen                    | 36             |                     | Geheel nieuw beiaard, een eerder beiaard uit 1668 is in 1876 door brand verwoest. |            |
| Abdijtoren                   | Middelburg          |          |                                    |                | Janno den Engelsman | |            |
| Nederlands-hervormde kerk    | Sint-Maartensdijk   |          |                                    | 40             |                     | |            |
| Stadhuistoren                | Sluis               |          |                                    | 38             |                     | Elk kwartier speelt dit carillon een stuk. |            |
| Stadhuistoren                | Tholen              |          |                                    | 37             |                     | Met het oudste carillonklokje van Nederland, met de naam 'Peter'. |            |
| Stadhuistoren                | Veere               |          |                                    | 47             |                     | 17 van Peter van der Geyn (1734/35), 9 van Andreas Jozef van der Gheyn, 2 van Petit & Fritsen (1948), 19 van Eijsbouts. Voor de uurslag is een kombel geplaatst. De beiaard wordt elk half uur bespeeld middels een speeltrommel. Elke twee maanden worden de melodieën gewijzigd. |            |
| Sint-Jakobstoren             | Vlissingen          | 1951     | Petit & Fritsen                    | 47             | Jos Vogel           | De beiaard kan zowel handmatig als middels een automaat bespeeld worden. Het carillon speelt elk half uur. Sinds 1997/1998 is het klokkenspel computergestuurd, alleen om 12:00 uur en 18:00 wordt de trommel gebruikt.                                                            |            |
| Stadhuistoren                | Vlissingen          |          |                                    | 47             | Jos Vogel           | |            |
| Stadhuistoren                | Zierikzee           |          |                                    | 38             |                     | (3 octaven), 15 klokken van Taylor, de andere van Eijsbouts |            |

## Zuid-Holland
| Gebouw                                     | Adres               | Bouwjaar       | Gieter                                        | Aantal klokken       | Beiaardier                                                       | Opmerkingen | Afbeelding |
| ------------------------------------------ | ------------------- | -------------- | --------------------------------------------- | -------------------- | ---------------------------------------------------------------- | --- | ---------- |
| Adventskerk                                | Alphen aan den Rijn |                |                                               | 47                   | Marianne Marras                                                  | |            |
| Hoek Secretaris Runsinkbrink - Dorpsstraat | Benthuizen          |                |                                               | 9                    |                                                                  | |            |
| Sint-Laurentiustoren                       | Bergambacht         |                |                                               | 51                   |                                                                  | |            |
| Sint-Catharijnetoren                       | Brielle             |                |                                               | 47                   | Peter Bremer                                                     | |            |
| Domkerk                                    | De Lier             |                |                                               | 37                   |                                                                  | |            |
| Nieuwe Kerk                                | Delft               |                | Hemony Eijsbouts                              | 48                   | Henk Groeneweg                                                   | 18 van de klokken zijn van Hemony, de overige klokken zijn van Eijsbouts |            |
| Grote of Sint-Jacobs kerk                  | Den Haag            | 1541 ?         | Jan en Jasper Moer Melchior de Haze Eijsbouts | 51                   | Gijsbert Kok                                                     | De oudste klok (luidklok van de broers Moer) toont de oudste weergave van het wapen van Den Haag. De speeltrommel is uit 1689. Vanaf 2012 is Kok de 21e stadsbeiaardier sinds de eerste in de 16e eeuw door Den Haag werd aangesteld. |            |
| Oude stadhuis                              | Den Haag            |                |                                               |                      |                                                                  | |            |
| Vredespaleis                               | Den Haag            |                | Eijsbouts                                     | 47                   | Heleen van der Weel                                              | |            |
| Grote of Onze-Lieve-Vrouwekerk             | Dordrecht           |                |                                               | 67                   | Boudewijn Zwart                                                  | |            |
| Stadhuis                                   | Dordrecht           |                |                                               | 50                   | Boudewijn Zwart                                                  | Beiaard bestaat uit het voormalige Paccard-beiaard |            |
| Catharinatoren                             | Goedereede          | 1978 1999 2010 |                                               | 37 50 (+ 13) 52 (+2) | Jan Bezuijen, Hans van Heemst                                    | [ 36 ] |            |
| Sint-Janstoren                             | Gorinchem           | 1965           |                                               | 47                   | Henny Blom                                                       | Het oorspronkelijke carillon van Melchior de Haze uit 1687 werd na 1965 overgebracht naar de Martinuskerk aan de Wijnkoperstraat. |            |
| Sint-Janstoren                             | Gouda               | 1676 2001      | Thomas Both Pieter Hemony Eijsbouts           | 18 37 50             | Boudewijn Zwart                                                  | De eerste 18 klokken zijn gegoten door de Utrechtse gieter Both, zij werden in 1676 vervangen door 37 klokken van Hemony. Dit beiaard werd naar 50 klokken uitgebreid met nieuwe klokken van Eijsbouts                                |            |
| Nederlands hervormde kerk                  | Haastrecht          |                |                                               | 38                   | Peter Bremer                                                     | |            |
| Andreaskerk                                | Katwijk             |                |                                               | 38                   | Martien van der Knijf                                            | |            |
| Stadhuistoren                              | Leiden              |                |                                               | 49                   | Levina Pors                                                      | |            |
| Groote kerk                                | Maassluis           |                |                                               | 47                   |                                                                  | Jan van der Zwart & Gerard de Waardt |            |
| Dorpskerk                                  | Moordrecht          |                |                                               | 38                   | Charlotte Stoutjesdijk (1962 - 2008) Maarten Siebel (sinds 2008) | De beiaard is in 2011 gerestaureerd en uitgebreid van 18 naar 38 klokken |            |
| Sint-Adrianustoren                         | Naaldwijk           |                |                                               | 38                   |                                                                  | |            |
| Raadhuistoren                              | Ridderkerk          |                |                                               | 47                   |                                                                  | |            |
| Nederlands hervormde kerk                  | Rijnsburg           |                |                                               | 50                   |                                                                  | |            |
| Raadhuistoren                              | Rijswijk            |                |                                               | 47                   |                                                                  | |            |
| Stadhuis                                   | Rotterdam           |                | Petit & Fritsen, klokken                      | 63                   | Richard de Waardt                                                | waarvan 2 in 1996 zijn toegevoegd |            |
| Pelgrimvaderskerk                          | Rotterdam           |                | Eijsbouts                                     | 44                   | Richard de Waardt                                                | De kerk staat in de deelgemeente Delfshaven |            |
| Erasmus Universiteit                       | Rotterdam           |                |                                               | 47                   | Mathieu Daniel Polak                                             | |            |
| Grote of Sint-Laurenskerk                  | Rotterdam           |                | Hemony & Eijsbouts                            | 49                   | Richard de Waardt (geb.1982) & Geert Bierling (geb. 1956)        | |            |
| Hervormde of Laurentiuskerk                | Sassenheim          |                |                                               |                      |                                                                  | Het betreft een 4-octaafs carillon |            |
| Oude kerk                                  | Scheveningen        |                |                                               | 37                   | Gijsbert Kok                                                     | |            |
| Sint-Janstoren                             | Schiedam            |                |                                               | 39                   |                                                                  | |            |
| Stadhuis                                   | Schoonhoven         |                |                                               | 50                   | Boudewijn Zwart en Gideon Bodden                                 | |            |
| Dorpskerk                                  | Spijkenisse         | 1988           | Eijsbouts                                     | 47                   | Bas de Vroome                                                    | |            |
| Grote Kerk                                 | Vlaardingen         |                |                                               | 47                   | Bas de Vroome                                                    | |            |
| Oude kerk                                  | Voorburg            |                |                                               | 39                   |                                                                  | |            |
| Dorpskerk                                  | Voorschoten         |                | Eijsbouts                                     | 38                   | Gijsbert Kok                                                     | |            |
| Nederlands hervormde kerk                  | Wateringen          |                |                                               | 38                   | Bas de Vroome                                                    | |            |
| Oude kerk                                  | Zoetermeer          |                |                                               | 47                   | Gijsbert Kok                                                     | |            |
| Vijver Raadhuisplein                       | Zwijndrecht         |                | Petit & Fritsen                               | 48                   | Jan van der Zwart                                                | |            |

## Reizende beiaarden
Nederland heeft drie reizende beiaarden, die met een vrachtauto of als aanhanger vervoerd kunnen worden.
- Reizende beiaard van Boudewijn Zwart uit Dordrecht (50 klokken)
- Reizende beiaard van Frank Steijns uit Maastricht (41 klokken). Dit instrument behoorde ooit toe aan André Rieu en is letterlijk 'de meest bereisde beiaard' ter wereld: in amper een jaar tijd legde het instrument 65 000 kilometer af voor 100 concerten op 3 continenten. In 2009, toen de beiaard in bezit was van van Steijns, zijn de klokken ervan gestolen.[37] Steijns heeft toen nieuwe klokken laten gieten voor de beiaard.
- Reizende beiaard van E.S. Raatjes op landgoed Paltz in Soest (59 klokken). Deze is met ruim 18 000 kg de zwaarste. Deze beiaard is ontmanteld en verkocht. De truck staat nog bij Eijsbouts in Asten.[bron?]

## Hedendaagse beiaardiers
Al in de 14de eeuw gebruikte men in de Nederlanden het slaan of luiden van klokken om de tijd aan te duiden of belangrijke momenten. Het spelen gebeurt automatisch (met een trommel) en/of handmatig.
De bespeler van een beiaard of carillon wordt een beiaardier, klokkenist of carillonneur genoemd. De meeste beiaarden worden regelmatig bespeeld, soms door een eigen (stads)beiaardier en vaak door een beiaardier die wekelijks op verschillende locaties speelt. Zo speelt eerder genoemde Boudewijn Zwart afwisselend in Amsterdam, Apeldoorn, Barneveld, Dordrecht, Ede, IJsselstein, Schoonhoven etc. Ook worden soms gastspelers uitgenodigd voor speciale concerten. Internationaal bekend is onder anderen het beiaardierduo Koen van Assche (België) en zijn vrouw Anna Maria Reverté (Spanje), dat quatre-mains concerten geeft.
Ongeveer 150 Nederlandse gemeenten hebben een (stads)beiaardier in dienst, maar vaak werkt deze ook voor andere gemeenten.

## Oude en nieuwe beroemdheden
Jonkheer Jacob van Eyck (1590 - 1657) werd blind geboren en woonde gedurende zijn jeugd in Heusden. Hij werd stadsbeiaardier van Utrecht nadat hij daar advies had gegeven voor het carillonklavier van de Domtoren. Hij had contact met de gebroeders Hemony en René Descartes. Naar aanleiding van zijn adviezen wisten de gebroeders François (1609 - 1667) en Pieter (1619 - 1680) Hemony een hoogwaardige methode te ontwikkelen om klokken zuiver te stemmen.
Bekende huidige beiaardiers zijn:
- Arie Abbenes (1944) was stadsbeiaardier van Utrecht en Oirschot tot 2011 (nu Malgosia Fiebig)
- Gideon Bodden (1971) is stadsbeiaardier van Amsterdam en speelt op de Munttoren en de Oude Kerkstoren. Hij won belangrijke beiaardconcoursen, waaronder het concours in het Olympisch Stadion te München (1992), de Kon. Fabiolawedstrijd te Mechelen (1993) en het Internationale Carillonconcours voor quatre-mainsspelers te Douai (F) in 1994.
- Bernard Winsemius (1945) is beiaardier in Amsterdam en Haarlem. Daarnaast is hij onder andere als docent verbonden aan de faculteit muziek van de Hogeschool voor de Kunsten Utrecht (orgel en beiaard). Zijn studies werden bekroond met de Prix d'Excellence voor orgel (1970) en beiaard (1971). De Vereniging Vrienden van het Concertgebouworkest verleende hem in 1971 de Zilveren Vriendenkrans.
- Frank Steijns (1970), stadsbeiaardier van Maastricht, is tevens als eerste violist verbonden aan het Johann Strauss-orkest van André Rieu. Op het Vrijthof speelde hij in 2005 op de beiaard in de St. Servaas Basiliek mee met het orkest.
- Boudewijn Zwart (1962) is stadsbeiaardier van onder andere Dordrecht (Grote Kerk), Ede (Oude Kerk) en Gouda (St. Janstoren), en tevens vicepresident van de internationale beiaardiervereniging "Eurocarillon".

In Nederland zijn ongeveer veertien vrouwen beiaardier, waaronder Heleen van der Weel, stadsbeiaardier in Den Haag en Scheveningen. In 1979 schreef zij Alle klokken luiden. Over carillons en klokkenspelen, waarbij ze zelf alle afbeeldingen getekend heeft, en in 1982 De Oude Kerk op Scheveningen.